# 祁答院雄貴
祁答院 雄貴（けどういん ゆうき、本名同じ、12月5日 - ）は、日本の俳優。アクトレインクラブ所属。
愛称はケドちゃん、ケドウィン、ウィンウィンなど。特技は殺陣（桜月流美剱道公式スポンサードアーティスト）、乗馬、テニス。趣味は潮干狩り、森ランニング、ジムトレーニング。 

## 経歴
神奈川県出身。2011年上演『プール・サイド・ストーリー』（作・演出は劇団ショーマ主宰の高橋いさを）にて、幼馴染みの男の子に恋する性同一性障害の役にオーディションで合格し初主演。その後、海外公演でも高い評価を得ているツルギパフォーマンスカンパニー桜月流美剱道 東京グローブ座公演『衣川幻想-完全版-』メインキャストに抜擢。あうるすぽっと公演『八犬伝』でも、美しくも才覚ある八犬士・犬坂毛野役で、その存在感を観客に印象づけた。また、大笹吉雄が会長を務める日韓演劇交流センター主催の韓国現代戯曲ドラマリーディングVol.6にはオーディションで出演を果たし、公演は過去最高動員の盛況となった。以後様々な作品でメインや主演を務め、第23回読売演劇大賞演出部門ノミネートの寺十吾や少年隊・錦織一清、川村毅、シライケイタ、田中壮太郎演出舞台にも出演。鵺的「悪魔を汚せ」（作:高木登、演出:寺十吾）では、悪意と屈折を抱えた3兄妹(主演)の兄・美樹本謙人役を演じ、その狂気ぶりが話題になり、立ち見が出るほどの大盛況のうちに幕を下し話題作となりサンモールスタジオ最優秀団体賞。ほか主な出演作に『COCKROACH』（18/金賢奎監督）SSFF & ASIA2018 SFC最優秀賞。『銃』（18/武正晴監督）、『漫画誕生』（19/大木萠監督）東京国際映画祭スプラッシュ部門出品、Netflix『全裸監督』（19/武正晴総監督）『嘘喰い』(22/中田秀夫監督)などがある。
2021年より文化庁「新進芸術家海外研修員」俳優部門で採択され西カナダ最大級の非営利劇場The Arts Club Theatre Companyの客演アーティストとして、カナダ/バンクーバーで1年間の研修を受ける。
ハリウッド制作ドラマ「SHOGUN 将軍」(FX) 武丸 役で全10エピソードに出演。現在は国内だけではなく海外でも活動中。

## 人物
- 「祁答院」という苗字が珍しいため、聞き取られなかったり、外国人に間違えられる事が多かったので、多くの人に名前を覚えてもらう事が夢だった。また、ファンの事を大切に考えており本人自らファンイベントを企画する程である。そのためファンからの信頼も高い。
- 作品を届けることを大切にしており、独自の宣伝方法で1人でも多くの人に作品を届けようと試行錯誤している。俳優にしては珍しく制作会社が行う制作会に参加し、届ける方法を学んでいる。
- 時代劇に出演したいという理由で乗馬を始め、200鞍以上やりライセンスまで取得したかなりの行動力の持ち主である。乗馬は軽い障害なら飛べると本人は話している。
- ウォルト・ディズニーと同じ誕生日である12月5日生まれな事がかなり気に入っている。
- 性格は凄く前向きで、ポジティブ。器用そうに見えて実はかなりの不器用。負けず嫌い。外見の柔らかさの割に根性とガッツと心に秘めた野心がある。現場で演出家から『人一倍の努力を怠らない負けず嫌いの彼には、今回の難しい役を自分のものにしてもらいたい。』と言われた事がある[1]。

また、同現場でプロデューサーに『祁答院雄貴は摩訶不思議な絶対的魅力を持つ』と言われ高く評価された。
- 勉強家で、映画、本など色々なモノを常に見て吸収しようとしている。舞台は年100本以上観ている。
- 潮干狩りについて喋らせたらかなり熱く長く語る。
- 料理が得意で基本的に毎日自分で作っており、現場に手作り弁当などを持参する。料理番組で手料理を披露した事もある[3]。
- タマゴボーロとビスコが好き[4][5]。
- 恥ずかしくなったり緊張するとすぐに顔が赤くなる。
- 第50代天皇である桓武天皇の末裔である。
- 加藤健一事務所 35周年記念 vol.92 カトケン・シェイクスピア劇場『ペリクリーズ』（作：W.シェイクスピア 訳：小田島雄志 演出：鵜山仁）の公演に自ら志願し、稽古場から演出部として参加。参加の理由はベテラン俳優達の芝居を稽古から本番まで間近で見たいから、と語っている。なお、参加にあたり、同時期にオファーがあった仕事をいくつか断ったという。

## エピソード
- 『オールナイトニッポン0』のパーソナリティ・オーディションで1609組の中から最終審査59組に選ばれるが落選[6]。
- タマゴボーロが大好きすぎて、ブログにその事を書いたところ、タマゴボーロの岩本製菓からブログにコメントを寄せられた[7]。そうした経緯から、舞台の差し入れにタマゴボーロの岩本製菓から大量のタマゴボーロをもらった事がある[8][9]。
- 芝居を始めたばかり頃に寺十吾主宰劇団 tsumazuki no ishiと出会い、今までにない衝撃を受け唖然とした。その後も何度も勉強の為に劇場に通い劇団のお手伝いを続けているうちに共演したいと思うようになり、自ら出たいと言ってみたものの断られた。が、数ヵ月後「出番やセリフはほぼ無く、顔も出ないような役だけど大丈夫ですか？」と言われ、セリフや役の大きさなんてどうでもいい。ただ寺十吾の舞台に出たい。と思い、是非ともお願いします。と言って『ガソリンホットコーラ』への出演が決まった。その翌年のtsumazuki no ishi X 少年王者舘『寝覚町の旦那のオモチャ』では寺十吾から直接オファーをもらい、メインキャストとして抜擢される。
- 2014年公演のtsumazuki no ishi X 少年王者舘『寝覚町の旦那のオモチャ』では、演出家 天野天街に『君は僕の世界観に合う』とその存在感を高く評価された[10]。
- 2015年公演の極上文學VIII『草迷宮』に出演が決まった時、同じ事務所の先輩である松田洋治、斎藤洋介を子供の頃から憧れていた。多くの目標が叶った公演と語った[11]。
- 少年隊 錦織一清が演出する舞台『あゝ同期の桜』のオーディションを受けるにあたり、気合いを入れる為に坊主にしてから受けようとしたらマネージャーに「本気なのはわかるけど、受かってからにしなさい」と冷静に止められた事がある[12]。そのオーディション後の会議で錦織一清が祁答院君いいよ！と言いオーディションの合格が決まった[13]。
- 圧倒的なツルギパフォーマンスで海外からも絶大な評価を得ている桜月流から2016年7月よりスポンサードされた。なお俳優としてスポンサードされるのは業界初の試み。

## 出演

### 舞台
2010年
- 全労済ホールスペース・ゼロ提携公演 ショーGEKI大魔王2010ロックミュージカル『マスカラッド』
  - （2010年11月17日-23日、全労済ホールスペース・ゼロ）-アンサンブル 作・演:羽広克成
- Stars★Theater『ふるさとの歌』
  - （2010年12月10日‐12日、Stars★Theater）-主役:角川寿 役 作・演:原口勝

2011年
- ウィングス〜自分の翼で羽ばたく〜
  - （2011年2月25日‐27日、全労済ホールスペース・ゼロ）-最も賢くナルシストな翼を持つカラスの脅奪丸 役　作・演:羽広克成
- 『ソルティ ドッグ』〜東日本大震災(東北地方太平洋沖地震) 復興チャリティー舞台〜
  - （2011年4月1日‐3日、Stars★Theater）-主役:バーのマスター竹下 役 作・演:高倉良文

- 二人芝居 『壜の中のラブソング』
  - （2011年4月30日、新中野ワニズホール）- 主役:圭介 役 作・演:古賀勝也
- J-Stage Navi Produce 赤坂RED/THEATER提携公演「プール・サイド・ストーリー」
  - （2011年8月24日-28日、赤坂RED/THEATER）ヘレン役（主演） 作:高橋卓郎+高橋いさを・演:高橋いさを（劇団ショーマ）
- 桜月流「衣川幻想‐完全版‐」
  - （2011年12月3日-4日、東京グローブ座）-金売吉次 役 作・演:松木史雄

2012年
- 翠組 midori-gumi 第1回公演 「集団面接」
  - （2012年3月22日-27日、池袋シアターグリーン BASE THEATER）-上白川麗司 役 原案：内藤みか 演出：保木本真也（コメディユニット磯川家）

- エッジワークス×Andem「スパイス刑事」
  - （2012年5月9日-13日、池袋シアターグリーン Big tree theater）- 豆水バニラ 役（主演）脚本:山野辺一記(エッジワークス)演出:元吉庸泰(エムキチビート/虚構の劇団)

- 翠組 midori-gumi 第2回公演 教室編「放課後サマージャム」 ゲスト出演
  - 脚本：冨坂友（アガリスクエンターテイメント）演出：保木本真也（コメディユニット磯川家）

- 桜月流「八犬伝‐人間は何故に生きるのか？‐」
  - （2012年8月18日-19日、あうるすぽっと）-犬坂毛野 役 作・演出：松木史雄

2013年
- 韓国現代戯曲ドラマリーディング「朝鮮刑事ホン・ユンシク」
  - （2013年2月23日-24日、シアタートラム）作:ソン・ギウン 翻訳:浮島わたる 演出:広田淳一

- BQMAP appx130409「ヒトカタノサキ」
  - （2013年4月17日-21日、戸野廣浩司記念劇場）-蓜島誠一　役 作・演出：奥村直義　音楽：佐藤太・竹下亮

- 劇団SHOW&GO FESTIVAL第15回公演「まんが×青春！！〜高校ペン児の甲子園」
  - （2013年6月5日-9日、新宿シアターモリエール）‐オタク 田母神 役 脚本・演出：祝しょーご

- タンバリンプロデューサーズ　第12回公演　舞台「鬼切丸」
  - （2013年8月3日-11日、吉祥寺シアター）‐小林浩一 役 原作:楠桂『鬼切丸』（小学館刊）脚本・演出: まつだ壱岱

- tsumazuki no ishi　ガソリンホットコーラ
  - （2013年9月4日-8日、下北沢ザ・スズナリ）-ライダース　ブレーキ　役 作：スエヒロケイスケ　演出：寺十吾

2014年
- エムキチビート第十二廻公演『黎明浪漫譚-れいめいロマンティック-』（2014年1月7日-12日、吉祥寺シアター）-ケドウィン　役

脚本・演出:元吉庸泰（エムキチビート/虚構の劇団）
- TOKYO七福神GEKIJO Speedy Shocking Surprised Live『SHUNPU Gaiden〜春風外伝〜』（2014年3月20日-23日、銀座博品館劇場）-齊藤十兵衛 役

脚本・演出:米山和仁
- 『OLei!!』（2014年4月15日-20日、SRACE107）-鈴丸　役

脚本:佐藤奈央　演出:奥田寛
- 『江戸のえじそん』（2014年7月11日-21日、あうるすぽっと）-田沼意次　役

脚本・演出:なるせゆうせい
- 絵＋朗読『クライマガコと恋の十三夜』（2014年7月25日-26日、明大前キッドアイラックアートホール）-ゲスト出演

作・演出：吉永亜矢
- tsumazuki no ishi X 少年王者舘『寝覚町の旦那のオモチャ』（2014年8月22日-9月1日、下北沢ザ・スズナリ）-松原マサル 役

作：スエヒロケイスケ　演出助手:寺十吾 構成・演出：天野天街
- B.LET`S第14回公演『ハーフテールモニュメント』（2014年11月26日-30日、小劇場 楽園）-大椰 大 役

作・演出：滝本祥生
2015年
- 加藤健一事務所35周年記念　vol.92 カトケン・シェイクスピア劇場『ペリクリーズ』(2015年2月19日-3月1日、本多劇場)

作：W.シェイクスピア 訳：小田島雄志 演出：鵜山仁  -演出部として参加
- 極上文學VIII『草迷宮』（東京2015年3月18日-24日、紀伊國屋ホール、大阪2015年4月10日-12日梅田芸術劇場シアター・ドラマシティ）-妖 役

原作:泉鏡花『草迷宮』
脚本:神楽澤小虎（MAG.net）演出: キムラ真（ナイスコンプレックス） 
- 錦織一清QTプロジェクト公演第2弾戦後70年特別企画『あゝ同期の桜』（2015年7月10日-13日、ニッポン放送 イマジンスタジオ）-水木 役

作: 榎本滋民　脚色・演出: 錦織一清
- 朝劇　下北沢vol.2『下北LOVER』（7月25日、8月16日VIZZ CAFE）-ゲスト出演 作・演出: 原将明
- ROGO『銀河鉄道の夜2015』（東京2015年9月3日〜8日、池袋シアターグリーンBOX in BOX THEATER、大阪9月11日-13日、大阪市立芸術創造館、愛知9月16日、愛知県芸術劇場、岩手9月20日、盛岡劇場メインホール）-ケンジ 役(主演) 原作: 宮沢賢治　脚本・演出;古川康大
- TOKYOハンバーグProduce Vol.18サンモールスタジオ提携公演『最後に歩く道』（2015年11月1日-8日、サンモールスタジオ）-武田正春 役

作・演出:大西弘記
2016年
- TheatreCompany KAKU-SHIN-HAN『カクシンハン版ジュリアス・シーザー』（2016年1月20日-27日、池袋シアターグリーン Big tree theater）-ルーシアス 役

作：W.シェイクスピア　翻訳: 松岡和子 演出:木村龍之介
- 錦織一清QTプロジェクト福岡特別公演『あゝ同期の桜〜風になった空の男達〜』（2016年3月、博多リバレインホール）

作: 榎本滋民　脚色・演出: 錦織一清
- 鵺的第十回公演『悪魔を汚せ』（2016年5月18日-24日、下北沢駅前劇場）-美樹本謙人 役（主演）

作: 高木登（鵺的）演出：寺十吾（tsumazuki no ishi）
- 朗読『クライマガコ、涼暮月（すずくれづき）』（2016年6月24日-26日、APOCシアター）-ゲスト出演

作・演出：吉永亜矢
- TOKYO七福神GEKIJO Speedy Shocking Surprised Live七夕ジャンクション〜昭和篇〜『探偵遊戯と優しいウソ』（2016年8月3日-7日、銀座博品館劇場）-川村研吾 役

脚本:米山和仁　演出:滝井サトル
- 蜂寅企画第十回公演『きら星のごとく〜おんな北斎藍色草紙〜』（2016年9月7日-11日、池袋シアターグリーン Big tree theater）-坂下伊織 役

戯曲・演出:中尾知代
- 劇団レトロノート2016年本公演『黄昏バックオーライ 〜I'm waiting for you.〜』(2016年10月5日-10日 中野ザ・ポケット)-井上琢磨 役

戯曲：小林佐千絵 演出：中村公平
- 『ピアフ〜私は何も後悔しない〜』（2016年12月24日-12月27日 東京芸術劇場 シアターウエスト）-プティ・ルイ 役

作：森本ジュンジ 演出：小林七緒
2017年
- LiveUpCapsules 『スパイに口紅』（2017年1月20日‐29日、花まる学習会王子小劇場）- 海老沢幸秀 役

作・演出：村田裕子
- idenshi195 峠三吉 生誕100年 平和祈念特別公演『朗読　原爆詩集』

原作：峠三吉 脚本・演出：高橋郁子(2017年2月17日‐18日 新宿 経王寺)
- 桜月流「ミレニアム桃太郎」（2017年8月24日-27日 東京芸術劇場）-青鬼 役

作・演出：松木史雄
- T Factory『エフェメラル・エレメンツ』（2017年9月22日‐10月3日 吉祥寺シアター）- ラジオDJジョー役

作・演出:川村毅
2018年
- サンモールスタジオ新春公演『シンクロニシティ2018∞』（2018年1月5日‐9日 サンモールスタジオ）- 神林茂 役

作・演出:佐山泰三
- 文化庁主催 ミュージカル 『未知なる宇宙へ大冒険 〜私の星と君の星〜』（2018年2月2日-3日 品川きゅりあん 小ホール）-ユウキ 役（主演）

作:新井浩介 脚色*演出:大西弘記(TOKYO ハンバーグ)
- 『蘭RAN～緒方洪庵 浪華の事件帳～』（大阪2018年5月6日-5月13日、東京2018年5月16日-5月20日  松竹座、新橋演舞場）-若頭 役

原作：築山桂「禁書売り」「北前船始末」（双葉文庫）より 脚本：松田健次 演出：錦織一清
- thumazuki no ishi × 鵺的『死旗』（2018年9月12日- 9月18日 下北沢ザ・スズナリ）-四朗 役

作: 高木登（鵺的）演出：寺十吾（tsumazuki no ishi）
- 新進演劇人育成公演俳優部門  『腰巻お仙 振袖火事の巻』（2018年12月4日-12月16日 Space早稲田）-円谷芳一　役

作：唐十郎 演出：小林七緒
2019年
- 温泉ドラゴン第13回公演『渡りきらぬ橋』（2019年6月21日-6月30日 座・高円寺１）-中谷徳太郎 役

作:原田ゆう　演出:シライケイタ
- 鵺的旗揚げ十周年記念『悪魔を汚せ【再演】』（2019年9月5日‐18日 サンモールスタジオ）-美樹本謙人 役（主演）

作: 高木登（鵺的）演出：寺十吾（tsumazuki no ishi）
- 演劇企画体ツツガムシ第7回公演『ドイツの犬』（2019年10月31日- 11月11日 シアター風姿花伝）‐

作: 日向十三 演出：田中壮太郎
- 新進演劇人育成公演俳優部門  『少女都市からの呼び声』（2019年12月6日-12月18日 Space早稲田）-  作：唐十郎 演出：小林七緒

2020年
- 鵺旗13回公演『バロック』（2020年3月7日‐15日 下北沢ザ・スズナリ）-

作: 高木登（鵺的）演出：寺十吾（tsumazuki no ishi）
- 椿組2020年夏・花園神社野外劇『貫く閃光、彼方へ』（2020年7月7日-19日 新宿花園神社境内特設ステージ）-

作: 中村ノブアキ（JACROW）演出：高橋正徳（文学座）※新型コロナウィルスの影響により中止
- Nana Produce Vol.12「シェア」（2020年8月19日 - 23日 中野ザ・ポケット） -脚本：松本哲也 演出：寺十吾
- オンラインリーディング公演『ピアニシモ』原作: 辻仁成　上演台本・演出:元吉庸泰 （2020年6月13日、20日-21日 ZOOM THEATRE）-

2021年
- 新進演劇人育成公演俳優部門  『ベンガルの虎』（2021年2月3日-8日 Space早稲田）-  作：唐十郎 演出：小林七緒  ※新型コロナウィルスの影響により中止

### 映像・ドラマ
- 筆談ホステス (TBS)
- お坊さんがズバリ!解決!紳助の駆け込み寺 (TBS)
- サプライズ (NTV)
- 東京リトル・ラブ (CX)

- アメーバスタジオプレミアム放送　祁答院（けどういん）は芸名ではなく本名です！（2012年6月 -2015年9月）
- 内藤みかの今夜もイケメンいじり 〜料理男子俳優編〜
- Netflix『全裸監督』第４話-男優 役　総監督:武正晴 監督:内田英治
- 「こわでん〜怖い伝説〜」(NHK BSプレミアム)
- 「ザ・モキュメンタリーズ　～カメラがとらえた架空世界～」#5 ドローン・クライシス(WOWOW)
- 「SHOGUN 将軍」(FX)- 武丸 役

### 映画
- ショートフィルム『ごくごくふつーのっ！』 初狩舞都 役　脚本・監督:高橋雅紀 FIDFF 2012コンペティション20分ムービー部門 グランプリ受賞

- 実写オリジナル短編映画『ケドちゃんとタカシのシットコム』監督:高橋雅紀
- 短編『もがき』監督:高橋雅紀　‐教師 役
- オムニバスホラー ぞくり。怪談夜話〜恐すぎて眠れない物語〜脚本：木山真太郎 監督：松本了‐勇樹 役
- 『すんドめNew2』原作：岡田和人（秋田書店「ヤングチャンピオン・コミックス」刊）監督：横山一洋‐生徒会長 役
- 『じんじん〜秦野編〜』企画・主演:大地康雄 監督:山田大樹‐若侍 役
- 短編『コミューン大森へようこそ』監督:是近敦之
- 短編『サニースキャット』監督:本村壮平
- 短編『COCKROACH』監督:金賢奎-YU-KI　役　ショートショート フィルムフェスティバル ＆ アジア 2018学生部門優秀賞受賞

- 『銃』監督: 武正晴 東京国際映画祭2018日本映画スプラッシュ部門 監督賞受賞
- 『漫画誕生』 監督:大木萠 - 川端龍子 役（2019年11月30日公開）東京国際映画祭2018日本映画スプラッシュ部門ノミネート
- 『研修中』監督:高橋栄一
- 短編アニメ『いっしょにねたろか』　監督:大門嵩 -恐竜 役
- 『ジャパンデミック~13人のイカれる作家たち~』流山児★事務所×コラボニクス
- 『熱海モンスター』監督:秋月三佳
- 『徒然甘々』監督:大門嵩、祁答院雄貴
- 『嘘喰い』監督:中田秀夫
- 『街の声が聞きたい』監督:高島優毅
- 『一歩-IPPO-』監督:ディラン・マクレーガー、祁答院雄貴

### ＣＭ
- WEB CM インターネット花キューピット　bouquet みんなの想いを花束にして 監督:高橋雅紀
- DHC『きびきび散歩 プレミアム』桃太郎と犬篇-桃太郎 役 監督:角住隆夫
- グレイステクノロジー『滝川CCO登場篇』　監督:森ガキ侑大
- ＪＡＣリマーカブル・ディレクター・オブ・ザ・イヤー2018『クレヨン』監督:中野拓馬
- クロレッツ「そのイキだ ディスカッション篇」監督：柿本ケンサク

### ＭＶ
- MV やなせなな『夜が明けるよ』収録曲「タロー」
- MV サヨナラの最終回 『向日葵』(主演)監督:大滝洋平

### モデル
- ブライダルモデル
- 渋谷ストリートコレクション ゲスト出演
- MIZUNO イメージモデル
- キャストサイズ別冊『StyleBook 2012 Spring&Summer feat.Naoki Yoshida』
- 日本刀を描く 刀剣ポーズ&イラストテクニック

### その他
- 東京ドームシティイベント「中川翔子PRESENTS @東京ドームシティLIVE」
- 復興支援チャリティーライブ@代々木公園野外音楽堂前 出演
- WEB:TV『HR（渋谷店）』メインMC
- 第14回 沖直実のいい男祭り 新春の陣 ゲスト出演
- WEB:TV『ジャパンアクターズカレッジ』メインMC
- インターネットラジオステーション音泉『軽茶しんどろ〜む』ゲスト出演
- 料理男子のレシピ集　手料理、食べてね。
- NHK 青春アドベンチャー 当面の間、変身します「変身」「檻（おり）よさらば」「雲雀（ひばり）の心」